# Erik Gustaf Boström
Erik Gustaf Boström Bernhard (11 de febrer de 1842 - † 21 de febrer de 1907) va ser un terratinent i polític suec, membre del Parlament Suec (1876-1907) i Primer Ministre de Suècia en dues ocasions (1891-1900 i 1902-1905). També se'l coneix com a I.G. Boström o I. Gust. Boström.
En 1871, es va casar amb Carolina "Lina" Almqvist, amb la qual va tenir sis filles i un fill. Germà del Governador Filip Boström i nebot del filòsof Christopher Jacob Boström.
La política governamental de Boström es va caracteritzar pel seu pragmatisme. Amb el temps, Boström va ser guanyant una bona reputació, malgrat ser el primer primer ministre que no té un títol acadèmic ni experiència en l'educació superior dels càrrecs governamentals. També va ser molt popular amb el rei Òscar II. L'eventual caiguda de Boström va ser deguda per la seva negativa a variar la seva posició en la qüestió noruega.